# 播音員
播音員（英語：Announcer），或稱為播報員，是指從事廣播電台廣播劇、電視台新聞報導等電子媒體節目播音工作的人。而「播報員」一詞，通常特指電視台、廣播電台等電子傳媒的播音人員。

## 概說
播音員與配音員、旁白不同的地方，在於無需被螢幕畫面限制而演繹角色，而可以在鏡頭前自由亮相。
播報員方面，不同國家地區對播音員的定義或身份皆有分別。通常是屬於電視台或廣播電台的成員之一，並編入新聞部當中，從事的內容也與主播略有不同，主要從事單純的播報工作，如新聞報導；但電視台或廣播電台也會因製作節目的考量，而需要讓播報員出現在其他類型節目之中，讓播報員在節目中擔任解說的工作。播報員在離職後，部分也會轉型成為藝人或主持人。

## 各地情形

### 日本
播報員出現於各式節目中的情形，在日本尤其明顯。由於日本媒體重視其從業人員的分類性質，大多以「播報員」稱呼新聞播報工作者（日语： a'naunsā */?，此詞即來自英文），只有在稱呼新聞節目的主持者時會用到「新聞主播」（ニュースキャスター）一詞。日本的播報員除了從事新聞節目的播報工作外，通常還必須參與其他類型的節目（如兼任資訊或綜藝節目的主持人或解說員）、或錄製廣告解說等業務，但這也同時增加一個播報員的知名度。
大部分播報員在剛入行時，會成為「台內播報員」（放送局員アナウンサー；或譯為「社內播報員」），做為電視台、電台等媒體機構的職員工作。不少播報員在踏入業界一段時間後，因著婚姻、不想被僱傭合約束縛等原因，而在合約到期後成為「自由播報員」。而播報員在成名之後，轉型成為藝人者（主要為綜藝節目藝人）也不在少數。
自由播報員是日本特有之混合綜藝節目藝人性質的新聞工作者類別，大多由具知名度的台內播報員轉型或轉職而來，但也有部分新聞工作者是入行就直接成為自由播報員。其名稱中的「自由」係指不受單一媒體機構的工作合約拘束，但非自由職業，而是會簽約加入經紀公司，進而有機會在不同的媒體或節目上工作。

### 中國大陸
中国大陆的广播电视系统现今主要包括中央广播电视总台以及省、地、县级地方广电机构。电视节目播报者主要被称为“主播”或“主持人”，广播节目播报者则多称为“播音员”。

### 台灣
在台灣，多直接使用「主播」一詞來稱呼新聞播報員，無論在新聞節目中是擔當主持或單純播報的角色。早年「老三台」獨大的時代，台灣新聞節目的主播所播報的內容係以文字方式講述重大新聞消息，與今天中國大陸類似；而台灣少數的傳統播報員，如熊旅揚、盛竹如、李四端、沈春華等人，有資深的播報經歷和穩重的臨場反應。今日台灣隨著有線新聞頻道的興起，百家爭鳴的結果促成了新聞節目的質變，主播的播報方式從以往單純的新聞播報偏向新聞資訊解說的功能，並走向「連續劇化」和「娛樂化」等現象，主播的年齡層也隨之下降以迎合觀眾口味，但也被外界評論為缺乏專業精神（另見台灣媒體亂象條目）。此外台灣的體育節目播報員，如早期的傅達仁，也善用了對體育競技的知識將賽事轉播給台灣觀眾。

### 美國
美國有全球數一數二大規模的頂尖新聞媒體，如CNN是24小時不間斷播出的直播新聞頻道，並可善用海外分部的新聞攝影棚以達到全天候直播第一手消息的目的。而美國的資深新聞主播多半為傳統的口述新聞播報員，有時也會搭配較為年輕資淺的助理主播讓新科播報員從前輩身上學得經驗和實力。